# Mus mattheyi
Mus mattheyi (Миша Матті) — вид роду мишей (Mus).

## Поширення
Країни поширення: Буркіна-Фасо, Кот-д'Івуар, Гана, Сенегал.

## Екологія
Зустрічається в савані, а також був записаний в сільських садах. 